# Slovakian dances
Slovakian dances is een compositie voor harmonieorkest en fanfareorkest van de Nederlandse componist Kees Vlak. De compositie werd bekroond in de Compositieprijs voor jeugdorkesten in België. 